# HK Lipezk
Der HK Lipezk (russisch ХК Липецк) ist ein 1979 gegründeter Eishockeyklub der russischen Stadt Lipezk. Die Mannschaft spielte bis 2015 in der zweitklassigen Wysschaja Hockey-Liga und betreibt seither ausschließlich Nachwuchsarbeit.

## Geschichte
Der Verein wurde 1979 als Metallurg Lipezk gegründet. Bis 1995 spielte das Team in den unterklassigen sowjetischen Ligen. In der Saison 1995/96 gelang der Aufstieg in die zweitklassige Wysschaja Liga, in der die Mannschaft 1998 den Meistertitel gewann und somit in die Superliga aufstieg. In der Superliga verbrachte der Verein zwei Spielzeiten.
Ab 2000 spielte der HK Lipezk wieder in der Wysschaja Liga. 2006 zog sich der Verein in die Perwaja Liga zurück. 2008 wurde er wieder in die Wysschaja Liga aufgenommen. Im Sommer 2010 wurde diese Spielklasse reformiert und der HK Lipezk erhielt zunächst eine Lizenz für die neue Wysschaja Hockey-Liga, konnte die Finanzierung für die Saison 2010/11 nicht darstellen und musste in die dritte Liga, die Perwaja Liga, absteigen. 2013 wurde der Verein aber wieder in die Wysschaja Hockey-Liga aufgenommen.
Ab Februar 2014 konnte der Klub seinen Spielern und Angestellten keine Gehälter mehr zahlen und zog sich nach der Saison 2014/15 vom Profi-Spielbetrieb zurück, um wenigstens das Überleben der Nachwuchsmannschaften zu sichern.